# Stern-Hochhaus (Kassel)
Das Stern-Hochhaus in Kassel ist mit 55 Meter das höchste Hochhaus in der nordhessischen Großstadt Kassel und steht im Stadtteil Wesertor in der Nähe des Holländischen Platzes.
Es wird wegen der nahegelegenen Kreuzung Stern so genannt und hat keinen sternförmigen Grundriss wie andere Sternhochhäuser, etwa in München oder Wels.

## Geschichte
1968 erfolgte der erste Spatenstich. Im Jahr 1969 wurde das Gebäude fertiggestellt, als das höchste Hochhaus Kassels vor dem 1957 gebauten 46 Meter hohen Wintershall-Hochhaus. Im August 2016 wurde das Hochhaus an die GWH Wohnungsgesellschaft mbH Hessen für 14 Mio. Euro verkauft.

## Mercedes-Stern
Auf dem Dach des Hochhauses drehte sich der dreizackige, silberfarbige Mercedes-Stern, der seit 1927 das Markenzeichen des Automobilherstellers Daimler AG ist. Seit Anfang der 1970er Jahre war das Logo durch die drei obersten Stockwerke hindurch aufwendig und sicher verankert. Bis noch vor kurzem erzielten die Besitzer Werbeeinnahmen von der Daimler AG. Am 9. Dezember 2021 wurde der Stern abgebaut und soll demnächst verschrottet werden.